# Exodus Greatest Hits
Exodus Greatest Hits es un álbum que recopila los mejores éxitos del rapero Ja Rule desde 1999 hasta 2004. El álbum debutó en la posición #107 de Billboard 200.

## Lista de canciones
1. "Exodus (Intro)" (4:05)
2. "Me" (4:23)
3. "Holla Holla" (4:23)
4. "It's Murda" (3:14)
5. "Put It on Me" (4:23)
6. "I Cry" (5:17)
7. "Livin' It Up" (4:17)
8. "Always on Time" (4:02)
9. "Ain't It Funny (Murder Remix)" (Jennifer Lopez con Ja Rule & Caddillac Tah) (3:56)
10. "Thug Lovin'" (4:58)
11. "Mesmerize" (4:42)
12. "Clap Back" (5:04)
13. "New York" (4:20)
14. "Wonderful" (4:30)
15. "Never Again" (4:22)
16. "Daddy's Little Baby" (5:21)
17. "Love Me Hate Me" (4:43)
18. "Exodus (Outro)" (3:31)

- Datos: Q3736010